# Valginae
Sous-famille
Les Valginae forment une sous-famille d'insectes coléoptères de la famille des Scarabaeidae, proche des Cetoniinae.

## Classification
Liste des tribus et genres
Microvalgini
- Ischnovalgus Kolbe, 1897
- Microvalgus Kraatz, 1883
- Stenovalgus Kolbe, 1892

Valgini Mulsant, 1842
- Acanthovalgus Kraatz, 1895
- Bivalgus Paulian, 1961
- Chaetovalgus Moser, 1914
- Charitovalgus Kolbe, 1904
- Chromovalgus Kolbe, 1897
- Comythovalgus Kolbe, 1897
- Cosmovalgus Kolbe, 1897
- Dasyvalgoides Endrödi, 1952
- Dasyvalgus Kolbe, 1904
- Euryvalgus Moser, 1908
- Excisivalgus Endrödi, 1952
- Heterovalgus Krikken, 1978
- Homovalgus Kolbe, 1897
- Hoplitovalgus Kolbe, 1904
- Hybovalgus Kolbe, 1904
- Idiovalgus Arrow, 1910
- Lepivalgus Moser, 1914
- Lobovalgus Kolbe, 1897
- Mimovalgus Arrow, 1944
- Oedipovalgus Kolbe, 1897
- Oreoderus Burmeister, 1842
- Oreovalgus Kolbe, 1904
- Podovalgus Arrow, 1910
- Pygovalgus Kolbe, 1884
- Sphinctovalgus Kolbe, 1904
- Tibiovalgus Kolbe, 1904
- Valgoides Fairmaire, 1899
- Valgus Scriba, 1790
- Xenoreoderus Arrow, 1910
- Yanovalgus Nomura, 1952

## Espèce rencontrée en Europe
Une seule espèce se rencontre en Europe :
- Valgus hemipterus (Linnaeus, 1758)